# Burret
Burret település Franciaországban, Ariège megyében. Lakosainak száma 44 fő (2022. január 1.). Burret Alzen, Le Bosc, Brassac és Serres-sur-Arget községekkel határos.

## Népesség
A település népességének változása:
| Lakosok száma | 16   | 31   | 18   | 36   | 42   | 39   | 39   | 42   | 44   | 44   |
|               | 1968 | 1982 | 1990 | 2006 | 2013 | 2015 | 2017 | 2019 | 2020 | 2022 |